# Zavet
Zavet (în bulgară Завет) este un oraș în comuna Zavet, regiunea Razgrad,  Bulgaria. 

## Demografie
Componența etnică a orașului Zavet
     Turci (36,19%)
     Bulgari (33,1%)
     Romi (8,82%)
     Nicio identificare (21,48%)
     Altele (0,39%)
La recensământul din 2011, populația orașului Zavet era de 3.072 locuitori. Nu există o etnie majoritară, locuitorii fiind turci (36,19%), bulgari (33,1%) și romi (8,82%). Pentru 21,48% din locuitori nu este cunoscută apartenența etnică.